# App Store (iOS)
Az App Store egy online, alkalmazásokat árusító bolt, melyet az Apple fejlesztett ki az iOS rendszerű eszközökre. A legtöbb alkalmazás (=app) fizetős, de vannak közöttük ingyenesek is. Az App Store biztosítja a felhasználóknak, hogy az alkalmazások között böngészhetnek, és letölthetik azokat az iTunes Store-ból. Az appok közvetlenül az erre alkalmas eszközökre, illetve OS X-re vagy Windows-ra az iTunes-on keresztül tölthetőek le.

## Története
Az Apple az App Store-t 2008. július 10-én indította el.

## Alkalmazások
2011. június 6-án több mint 425 000 alkalmazás volt elérhető az App Store-ban. 2011 októberében az Apple megerősítette, hogy az alkalmazások száma elérte a félmilliót.

### Fizetős alkalmazások
2011 májusában az alkalmazások 37%-a volt ingyenes, a többi fizetős. Ekkor a fizetős alkalmazások átlagára 3,64 $ volt. A fizetős appok bevételéből a fejlesztők 70%-ban, az Apple 30%-ban részesedik.

## App Store Optimalizálás
Ahogy a weboldalaknál, úgy a mobil alkalmazásoknál is lehetőségünk van optimalizálással jobb pozíciót elérni az App Store találati listájában. Vannak bizonyos trükkök, amikkel az alkalmazás keresőben jobb helyezést érhetünk el!

## Fordítás
- Ez a szócikk részben vagy egészben a App Store (iOS) című angol Wikipédia-szócikk ezen változatának fordításán alapul.  Az eredeti cikk szerkesztőit annak laptörténete sorolja fel. Ez a jelzés csupán a megfogalmazás eredetét és a szerzői jogokat jelzi, nem szolgál a cikkben szereplő információk forrásmegjelöléseként.